# Vo imja žizni
Vo imja žizni (Во имя жизни) è un film del 1946 diretto da Iosif Efimovič Chejfic e Aleksandr Zachri.